# Ironodes californicus
Ironodes californicus är en dagsländeart som först beskrevs av Banks 1910.  Ironodes californicus ingår i släktet Ironodes och familjen forsdagsländor. Inga underarter finns listade i Catalogue of Life.